# Kutyám, Skip
A Kutyám, Skip (eredeti cím: My Dog Skip) 2000-ben készült amerikai dráma-filmvígjáték (dramedy) Jay Russell rendezésében. A főszerepben Frankie Muniz, Diane Lane, Luke Wilson és Kevin Bacon látható.
2000. március 3-án debütált a Warner Bros. forgalmazásában, és általánosságban pozitív véleményeket kapott a kritikusoktól. 4,5 millió dolláros költségvetéssel több mint 35,5 millió dollárt keresett.

## Cselekmény
Az azonos című önéletrajzi ihletésű könyv alapján készült film a 9 éves Willie Morris történetét meséli el, aki születésnapjára egy Jack Russell terriert kap, és azt, hogy a kutya alapvetően megváltoztatja életének számos aspektusát.

## Szereplők
| Karakter          | Színész            | Magyar hang      |
| ----------------- | ------------------ | ---------------- |
| Willie Morris     | Frankie Muniz      | Bíró Attila      |
| Ellen Morris      | Diane Lane         | Fehér Anna       |
| Dink Jenkins      | Luke Wilson        | Kálid Artúr      |
| Jack Morris       | Kevin Bacon        | Rékasi Károly    |
| Big Boy Wilkinson | Bradley Coryell    |                  |
| Henjie Henick     | Daylan Honeycutt   |                  |
| Spit McGee        | Cody Linley        |                  |
| Rivers Applewhite | Caitlin Wachs      | Czető Zsanett    |
| Junior Smalls     | Peter Crombie      | Barbinek Péter   |
| Millard           | Clint Howard       | Hannus Zoltán    |
| Katonatárs        | Mark Beech         |                  |
| Mrs. Jenkins      | Susan Carol Davis  |                  |
| Mr. Jenkins       | David Pickens      |                  |
| Maggie néni       | Lucile Doan Ewing  |                  |
| Sammy             | Nathaniel Lee, Jr. |                  |
| Mamie nagymama    | Polly Craig        | Kassai Ilona     |
| Percy nagypapa    | John Stiritz       | Versényi László  |
| Hartman hadnagy   | Jordan Williams    | Borbiczki Ferenc |
| Baseball edző     | Harry Hood         | Balázsi Gyula    |
| Mesélő (hangja)   | Harry Connick, Jr. | László Zsolt     |

## Gyártás
A forgatás 1998. május 10. és június 23. között zajlott Cantonban és Yazoo Cityben (Mississippi állam).

## Megjelenés
A filmet 2000. március 3-án mutatta be a Warner Bros. a mozikban, majd 2000. július 11-től 2006-ig a Warner Home Video kiadta DVD-n, VHS-en, VCD-n és Blu-rayen.

## Díjak
Angel-díj 2001
| Díj          | Kategória     | Eredmény |
| ------------ | ------------- | -------- |
| Silver Angel | Nagyjátékfilm | Jelölve  |

Broadcast Filmkritikusok Szövetségének díja 2001
| Díj                  | Kategória            | Eredmény |
| -------------------- | -------------------- | -------- |
| Critics Choice Award | Legjobb családi film | Elnyerte |

Christopher-díj 2000
| Díj               | Kategória     | Jelölt                                                        | Eredmény |
| ----------------- | ------------- | ------------------------------------------------------------- | -------- |
| Christopher Award | Nagyjátékfilm | Jay Russell (rendező) és Alcon Entertainment (produkciós cég) | Elnyerte |

Giffoni Filmfesztivál 2000
| Díj                              | Kategória                                                    | Jelölt                       | Eredmény |
| -------------------------------- | ------------------------------------------------------------ | ---------------------------- | -------- |
| Bronze Gryphon és Silver Gryphon | Free to Fly részleg – Legjobb színész és Free to Fly szakasz | Frankie Muniz és Jay Russell | Elnyerte |

Las Vegas-i Filmkritikusok Társaságának díja 2000
| Díj          | Kategória         | Jelölt        | Eredmény |
| ------------ | ----------------- | ------------- | -------- |
| Sierra Award | Ifjúság a filmben | Frankie Muniz | Jelölve  |

YoungStar-díj 2000
| Díj             | Kategória                                                   | Jelölt        | Eredmény |
| --------------- | ----------------------------------------------------------- | ------------- | -------- |
| YoungStar Award | Legjobb fiatal színész/színészi alakítás egy drámai filmben | Frankie Muniz | Jelölve  |

Fiatal művészek díja 2001
| Díj                | Kategória                                                       | Jelölt                                                                         | Eredmény |
| ------------------ | --------------------------------------------------------------- | ------------------------------------------------------------------------------ | -------- |
| Young Artist Award | Legjobb játékfilmes csapat és legjobb családi játékfilm – dráma | Frankie Muniz, Cody Linley, Bradley Coryell, Daylan Honeycutt és Caitlin Wachs | Elnyerte |
| Young Artist Award | Legjobb játékfilmes alakítás – Fiatal női mellékszereplő        | Caitlin Wachs                                                                  | Jelölve  |

## Fordítás
- Ez a szócikk részben vagy egészben  a   My Dog Skip (film) című angol Wikipédia-szócikk fordításán alapul.  Az eredeti cikk szerkesztőit annak laptörténete sorolja fel. Ez a jelzés csupán a megfogalmazás eredetét és a szerzői jogokat jelzi, nem szolgál a cikkben szereplő információk forrásmegjelöléseként.